# Валеев, Фуад Хасанович
Фуа́д Хаса́нович Вале́ев (тат. Фуат Хәсән улы Вәлиев; 15 мая 1921, Москва, РСФСР — 11 октября 1984, Казань, Татарская АССР, РСФСР, СССР) — советский татарский искусствовед и архитектор, кандидат исторических наук (1966), доктор искусствоведения (1984), первый обладатель этой учёной степени как в Татарстане, так и во всём Поволжье в целом.

## Биография
Фуад Хасанович Валеев родился 15 мая 1921 года в Москве. Был первым ребёнком в татарской интеллигентной семье. Вместе со своими сёстрами получил домашнее образование, занимался с приглашёнными учителями. Мать — Нагима, в девичества Магдеева (1897—1986), дочь имама-джадидиста, родственника Г. Исхаки. Отец — Хусаин Валеев (1893—1937), из семьи потомственных кожевенников деревни Малые Ковали, мастер по шитью ичигов. Хусаин активно занимался торговлей, владел текстильными мануфактурами и магазинами в Москве, куда в 1920-х годах перевёз семью, поселившись на Сретенском бульваре. В 1927 году, после первого ареста и ссылки отца, мать с детьми уехала в Казань. В 1937 году Хусаин был арестован вторично и по 58-й статье в том же году расстрелян по приговору тройки при НКВД ТАССР. После расстрела отца сменил отчество, чтобы избежать возможных последствий для своей дальнейшей судьбы. Окончив среднюю школу, как сын «врага народа» не был принят ни в одно из высших учебных заведений Казани и уехал в Киев, где в 1940 году поступил в Киевский инженерно-строительный институт. В начале Великой Отечественной войны попал под бомбежку и был контужен. В 1943 году призван Молотовским районным военкоматом в 6-ю учебную бригаду, где служил рядовым. Вернувшись в Киев, в 1947 году окончил институт, получив специальность инженера-архитектора, после чего вернулся в Казань.
В 1947—1957 годах был руководителем архитектурно-строительного отдела института «Татгипронефтьпроект». В это время спроектировал несколько крупных общественных объектов в Альметьевске, Бугульме, Казани, в частности, ряд павильонов Выставки достижений народного хозяйства ТАССР. Также выступил архитектором памятника Г. Тукаю (скульптор И. А. Новосёлов, 1956 год, утрачен), установленного в Центральном парке культуры и отдыха им. М. Горького. В 1957—1959 годах был руководителем научного отдела Специальных научно-реставрационных мастерских при Совете министров ТАССР. В это время принял активное участие в разработке проектов реставрации и реконструкции ряда зданий Болгарского историко-архитектурного заповедника, в частности, Чёрной палаты и малого минарета. Был участником ряда экспедиций в татарские сёла как по всему Татарстану, так и по местам местам компактного проживания татар, например, в Астрахани, Касимове, Крыму. Рискуя карьерой, активно выступал в поддержку татарской культуры, в частности, не только в Казани. Так, в 1958 году первый секретарь Крымского обкома В. Комяхов в докладной записке первому секретарю ЦК КПУ Н. Подгорному подробно сообщил о приезде Валеева в Крым «под предлогом ознакомления с материалами, имеющими отношение к болгаро-татарской архитектуре и прикладному искусству». Согласно записке, основанной на материалах КГБ, он «заявил, что Татарская республика взяла на себя спасение погибающей культуры крымских татар и в связи с этим он прибыл в Крым для того, чтобы зафиксировать все имеющиеся татарские памятники в городе Бахчисарае, в Куйбышевском и Старо-Крымском районах, и всюду, где они имеются в Крымской области». Не скрывая своих взглядов на татарское искусство и национальный вопрос, противоречащих официальным установкам, Валеев попал под негласный контроль сотрудников КГБ ТАССР и в дальнейшем неоднократно приглашался на «профилактические беседы» по поводу «нездоровых разговоров вокруг истории Булгар и подогревания национальных чувств».

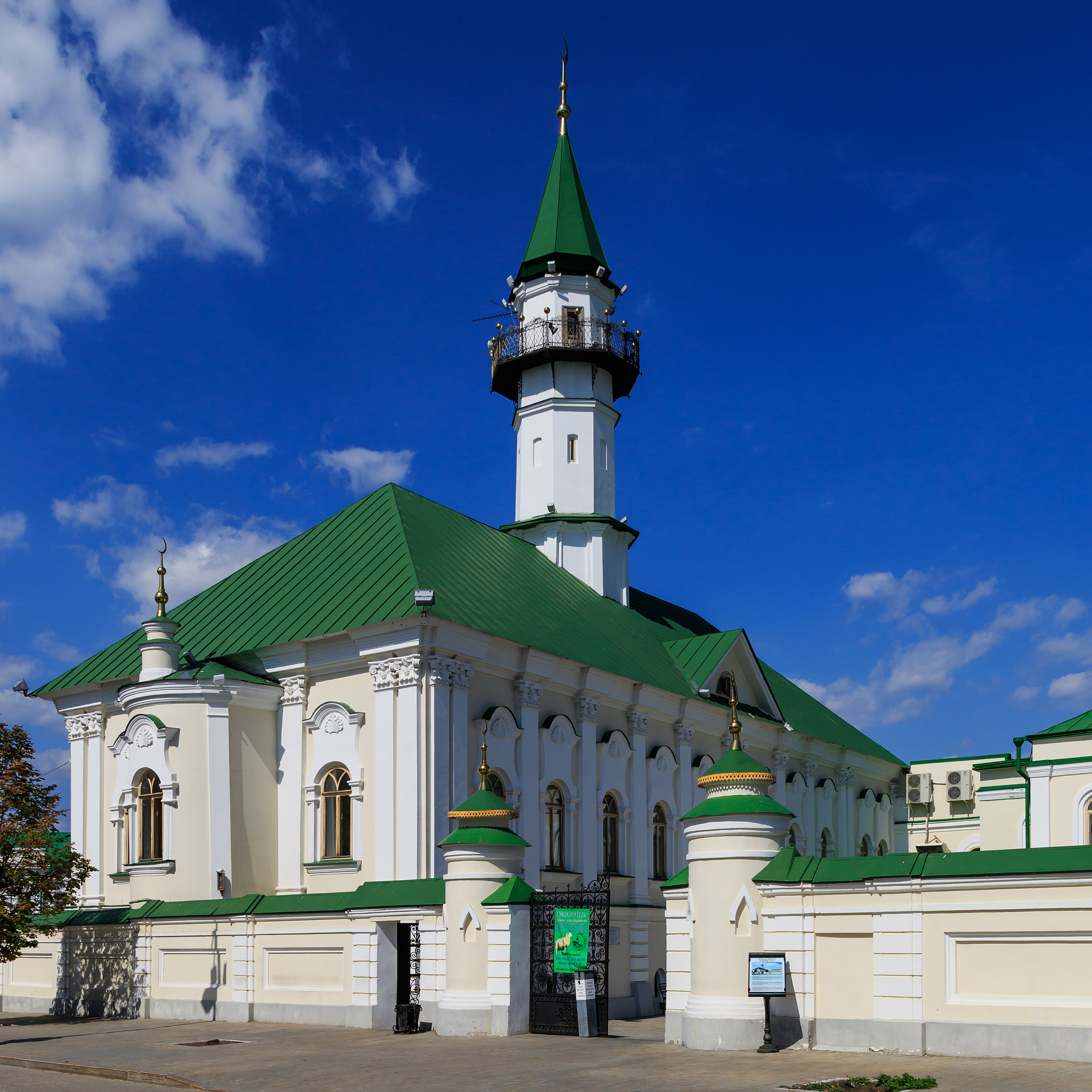
Мечеть Марджани

В 1959 году, во время «хрущёвской оттепели» и оживления общественно-политической жизни, Валеев попытался соорудить пристрой к зданию мечети Марджани на собственной территории религиозного комплекса, получив все соответствующие разрешения на строительство. По проекту, выдержанному в стиле булгаро-татарской архитектуры, «восточного барокко», здание должно было быть пышно украшено майоликой и мозаикой, приобретя по итогу монументально-величественный вид. Когда пристрой стал виднеться из-за забора, о Валееве было сообщено в Москву. После специально устроенного разбирательства уже практически готовое здание снесли, а Валеева по обвинению «в пособничестве религии» исключили из Союза архитекторов ТАССР, что фактически означало запрет на работу архитектором. После этого, в том же 1959 году по приглашению ряда казанских историков Валеев перешёл на работу в Институт языка, литературы и истории Казанского филиала Академии наук СССР, где был младшим научным сотрудником сектора этнографии, позднее — сектора искусств. В 1966 году получил учёную степень кандидата исторических наук, защитив в Институте этнографии АН СССР им. Н. Н. Миклухо-Маклая диссертацию на тему «Народный орнамент казанских татар в конце XVIII — начале XX вв.». Будучи учеником Н. Воробьёва, Н. Калинина и А. Смирнова, в период работы руководителем направления изобразительного и декоративно-прикладного искусства Татарстана в составе организованного в 1968 году отдела искусства ИЯЛИ под руководством Б. Гиззата, продолжил традиции исследования татарского народного искусства, собрав и систематизировав значительный материал, вылившийся в создание ряда научных трудов. Первая монография Валеева под названием «Орнамент казанских татар» была издана в 1969 году лишь после сбора коллективных подписей в её поддержку со стороны представителей научной и творческой интеллигенции Казани.

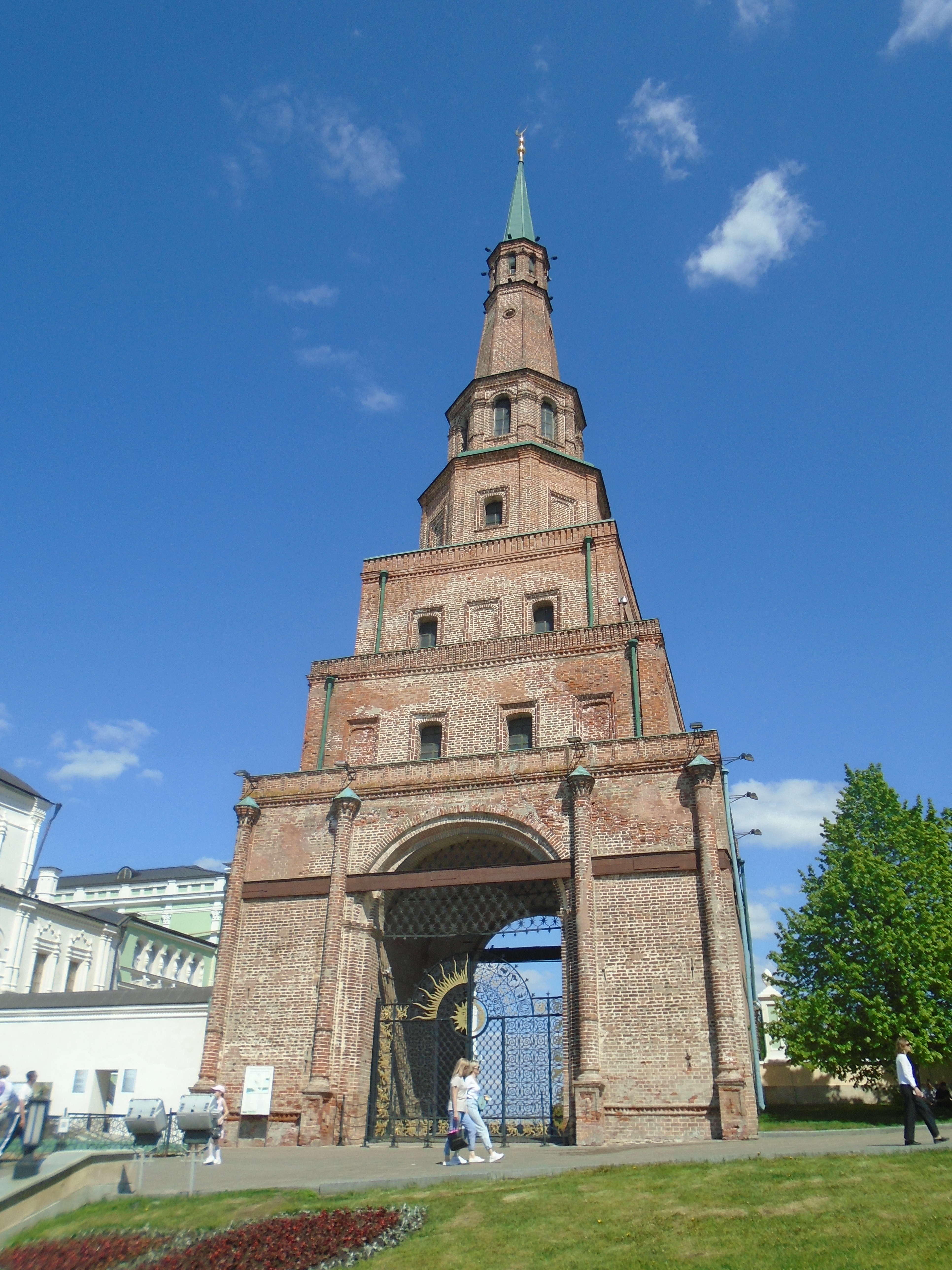
Башня Сююмбике

В 1960-х годах дом Валеева стал одним из мест средоточения представителей патриотически настроенной татарской интеллигенции, с ним советовались, обсуждали проблемы истории, культуры и политики, пользовались его библиотекой. Получив запрет от КГБ писать о башне Сююмбике, Валеев вместе с Г. Шамуковым написал соответствующую статью под названием «Один из памятников нашей архитектуры» (тат. Архитектура сәнгатебезнең бер истәлеге), которая под именем последнего была помещена в девятом номере журнала «Казан утлары» за 1968 год. К публикации также была дана дискуссия по этому вопросу, в том числе, с участием Н. Фаттаха, А. Халикова, Б. Урманче и других деятелей науки и искусства. Статья, в которой Шамуковым доказывалось татарское происхождение башни, вызвала резко отрицательную реакцию со стороны представителей власти, а сам автор в течение следующих десяти лет преследовался сотрудниками КГБ. Уволившись в 1970 году из ИЯЛИ после отказа в продвижении до старшего научного сотрудника, Валеев преподавал историю искусства в Казанском государственном университете им. В. И. Ленина и Казанской государственной консерватории, а также являлся доцентом Казанского института культуры. После запрета на трудоустройство и публикацию трудов по негласному распоряжению идеологического отдела Татарского обкома КПСС, в 1971 году был вынужден уехать из Казани. Впоследствии по приглашению Марийского политехнического института имени М. Горького переехал в Йошкар-Олу, где в 1971—1981 годах трудился доцентом кафедры архитектуры.
Во время пребывания в Йошкар-Оле, где ему были созданы благоприятные условия, Валеев выпустил две монографии, а именно — «Древнее и средневековое искусство Среднего Поволжья» и «Архитектурно-декоративное искусство казанских татар (сельское жилище)», которые были изданы в 1975 году. Не будучи снова принятым на работу в ИЯЛИ, в 1981 году по рекомендации Академии художеств СССР был назначен главным художником министерства бытового обслуживания ТАССР, а в 1982—1984 годах являлся научным консультантом министерства местной промышленности ТАССР. В 1982 году в НИИ истории и теории изобразительных искусств Академии художеств СССР защитил докторскую диссертацию на тему «Народное декоративное искусство казанских татар, его истоки и развитие (по материалам XVIII — начала XX вв.)», однако официально учёную степень доктора искусствоведения получил лишь в 1984 году, после проверки в Высшей аттестационной комиссии по обвинениям в «национализме» со стороны искусствоведа С. Червонной и этнографа Р. Кузеева.

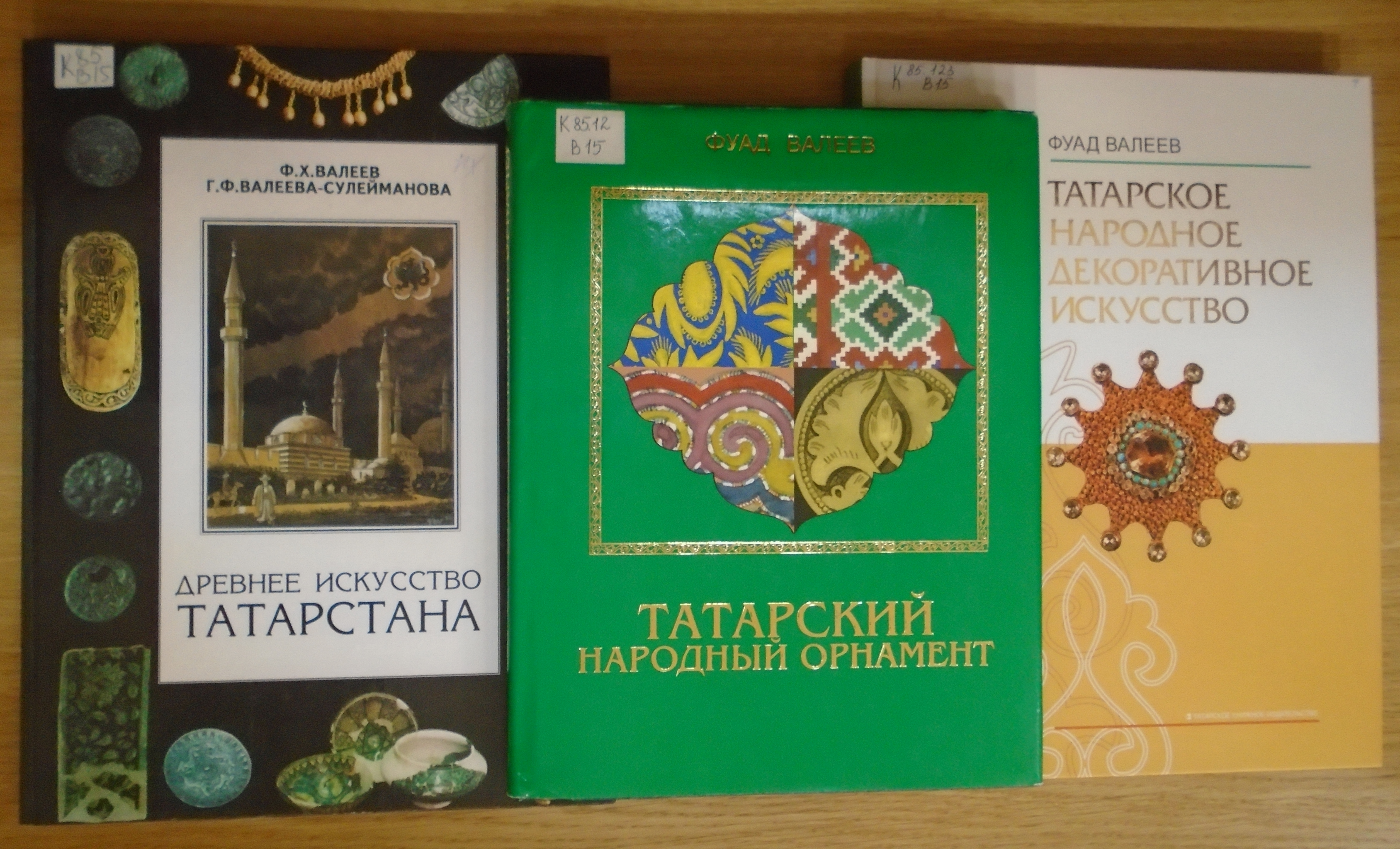
Современные издания некоторых книг Фуада Валеева

Является первым доктором искусствоведения не только в Татарстане, но и во всём Поволжье. Считается одним из основоположников татарского искусствоведения, исследовавшим татарское декоративно-прикладное искусство, архитектурно-художественное оформление деревенских домов казанских татар, древнее искусство Волжской Булгарии, Золотой Орды, Казанского ханства. Исследовал истоки и развитие традиционных видов искусства — ткачества, вышивки, кожаной мозаики, ювелирного дела, керамики, резьбы по камню и дереву, причём занимался систематизацией и анализом полученных данных, создав таким образом научную типологию материально-художественной культуры татарского народа. В ходе своей работы доказал преемственность татарского искусства по отношению к булгарскому и золотоордынскому, а также выявил элементы салтово-маяцкой культуры в булгарском искусстве. Валееву принадлежит авторство научного определения булгарского «звериного стиля», а также атрибуция «шапки Казанской» и других художественных изделий периода Казанского ханства.

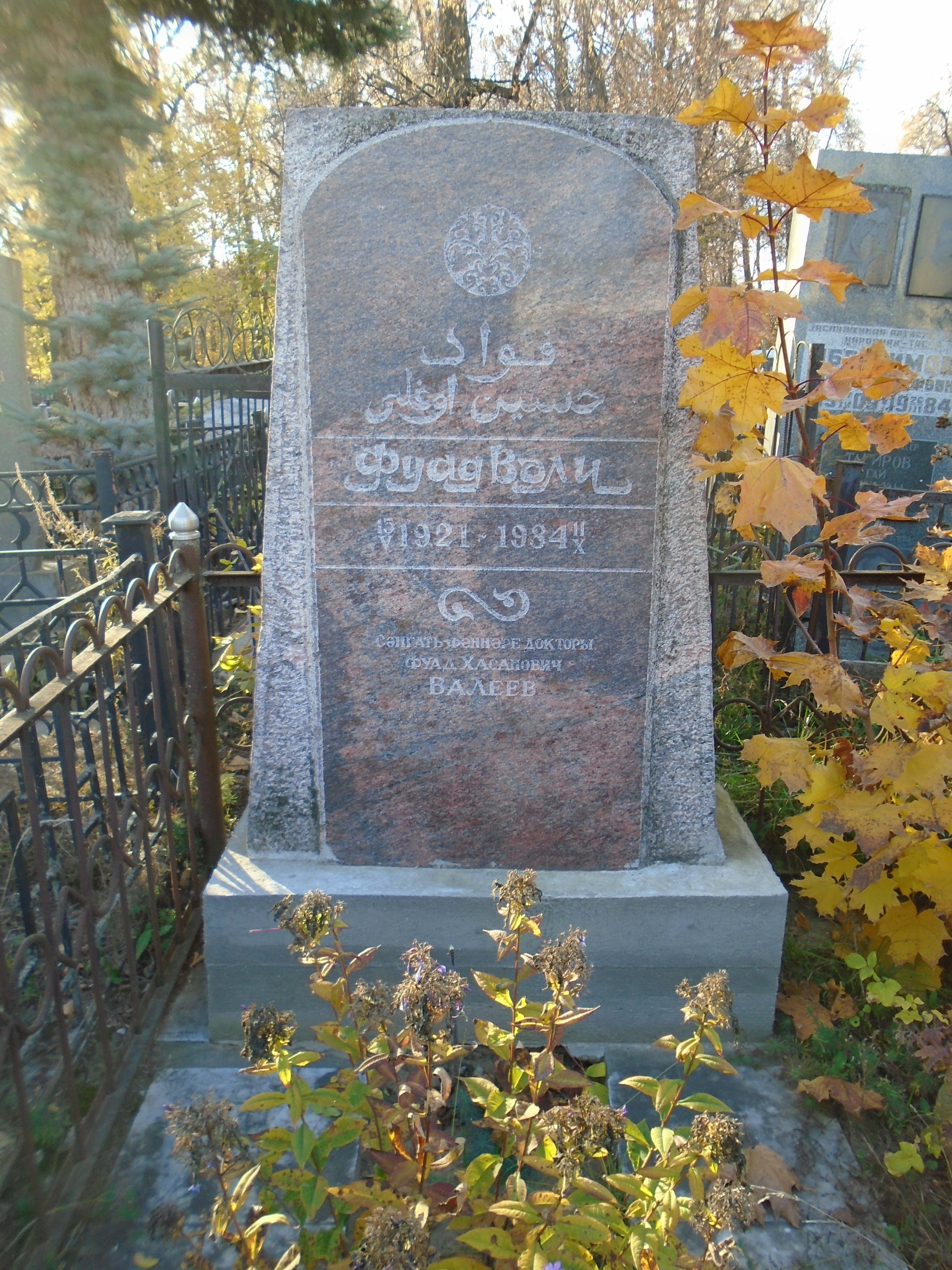
Могила Фуада Валеева

Свои исследования подкреплял собственноручно сделанными иллюстрациями, обмерами и прорисовками памятников архитектуры, рисунками, таблицами и схемами, вдобавок к большой фотографической коллекции предметов татарской культуры. Самостоятельно создавая эскизы и авторские декоративные произведения, обучал художников и участвовал в организации производства национальных сувениров на Казанском комбинате народных промыслов, Казанской фабрике художественных изделий, ювелирной мастерской поселка Шемордан Сабинского района. Внёс заметный вклад в развитие музейного дела в Татарстане, наполняя собранным материалом коллекции татарского декоративно-прикладного искусства в Государственном музее изобразительных искусств и Национальном музее Республики Татарстан. Пробовал себя в композиторстве, в частности, сочинил ряд музыкальных произведений для фортепиано. Выступал консультантом документальных фильмов, произведённых на Казанской студии телевидения, таких как «Солнце над Волгой» (1967), «Великий Булгар» (1968), «След в сердце» (1980).
Фуад Хасанович Валеев скончался 11 октября 1984 года в Казани в возрасте 63 лет. Похоронен на Ново-татарском кладбище (главная аллея, левая сторона, 37 участок). С 1991 года, каждые пять лет, проводятся юбилейные научные конференции — «Валеевские чтения». Продолжателями дела Валеева являются его дочь и внучка — доктор искусствоведения Г. Ф. Валеева-Сулейманова и этнолог Д. Н. Сулейманова. Работы Валеева были использованы в подготовке документов для включения Болгара в список объектов всемирного наследия ЮНЕСКО, тогда как его авторству принадлежат зарисовки болгарских археологических находок, в частности, изразцов.

## Награды
- Премия имени Кул Гали (1996 год, посмертно)[29].

## Адреса
- Казань, Клыковка, улица Красной Позиции, дом 48, квартира 2[9].